# Chris Oddleifson
Christopher Roy Oddleifson (né le 7 septembre 1950 à Brandon, au Manitoba, Canada) est un joueur professionnel canadien de hockey sur glace qui évoluait au poste d'ailier droit.

## Biographie
Oddleifson est choisi à la 10e position du 1er tour du repêchage de la LNH en 1970 par les Golden Seals de la Californie après une dernière et brillante saison en junior avec les Jets de Winnipeg dans la Ligue de hockey de l'Ouest du Canada avec 64 aides, terminant ainsi en tête de cette statistique, 95 points et 243 minutes de pénalité. Il est cependant envoyé dans les ligues mineures et ne joue jamais pour les Golden Seals qui l'échangent le 17 novembre 1971 avec Richard Leduc contre Ivan Boldirev des Bruins de Boston. Il fait ses débuts la saison suivante dans la Ligue nationale de hockey, jouant six matchs avec les Bruins sans marquer un point. En 1974-1975, devenu titulaire au sein des Bruins, il se met en évidence en marquant quatre buts lors d'un match contre les Golden Seals. Il est échangé un peu plus tard aux Canucks de Vancouver contre Bobby Schmautz et termine sa saison avec 13 buts, 29 points en 70 matchs joués avec Boston Vancouver.
En 1974–75, il s'impose comme chef de file des Canucks qui remportent leur division et disputent les premières séries éliminatoires de leur histoire. Il se révèle un joueur complet, pouvant évoluer au centre ou à l'aile et est le meilleur buteur des Canucks en début de saison avant d'être contraint à manquer 20 matchs à la suite d'une fracture de la mâchoire mais termine pourtant avec 51 points en 60 matchs. En 1975–1976, il bat ce record, marquant 62 points qui restent son record dans la LNH. Il est nommé l'année suivante capitaine des Canucks avant d'être remplacé en 1977-1978 par Don Lever.
En 1979–1980, l'émergence de jeunes talents comme Thomas Gradin, Stan Smyl et Curt Fraser ainsi que l'acquisition de joueurs d'expérience le poussent à un rôle plus défensif et il termine la saison avec 8 buts et 28 points. Au début de la 1980–1981, il est envoyé en ligue mineure aux Black Hawks de Dallas ce qui marque la fin de sa carrière dans la LNH. Oddleifson joue encore deux saisons en Suisse avant de prendre sa retraite en 1983. Son bilan dans la LNH est de 95 buts et 191 aides pour 286 points en 524 matchs ainsi que 464 minutes de pénalité. À la suite de sa carrière de joueur, il retourne à Vancouver et devient agent immobilier tout en restant actif avec l'organisation des Canucks.

## Statistiques
| Saison     | Équipe                  | Ligue      |                            | Saison régulière           | Saison régulière           | Saison régulière           | Saison régulière           | Saison régulière           |                            | Séries éliminatoires       | Séries éliminatoires       | Séries éliminatoires       | Séries éliminatoires | Séries éliminatoires |
| Saison     | Équipe                  | Ligue      | PJ                         | B                          | A                          | Pts                        | Pun                        | PJ                         | B                          | A                          | Pts                        | Pun                        |                      |                      |
| 1966-1967  | Monarchs de Winnipeg    | LHJM       | 8                          | 3                          | 3                          | 6                          | 10                         | -                          | -                          | -                          | -                          | -                          |                      |                      |
| 1968-1969  | Jets de Winnipeg        | LHOu       | 46                         | 14                         | 30                         | 44                         | 118                        | 7                          | 0                          | 2                          | 2                          | 0                          |                      |                      |
| 1969-1970  | Jets de Winnipeg        | LHOu       | 59                         | 31                         | 64                         | 95                         | 243                        | 14                         | 8                          | 19                         | 27                         | 90                         |                      |                      |
| 1970-1971  | Reds de Providence      | LAH        | 66                         | 15                         | 42                         | 57                         | 95                         | 10                         | 1                          | 4                          | 5                          | 25                         |                      |                      |
| 1971-1972  | Blazers d'Oklahoma City | LCH        | 68                         | 18                         | 44                         | 62                         | 134                        | 6                          | 0                          | 2                          | 2                          | 12                         |                      |                      |
| 1972-1973  | Bruins de Boston        | LNH        | 6                          | 0                          | 0                          | 0                          | 0                          | -                          | -                          | -                          | -                          | -                          |                      |                      |
| 1972-1973  | Braves de Boston        | LAH        | 63                         | 12                         | 42                         | 54                         | 127                        | 10                         | 3                          | 6                          | 9                          | 41                         |                      |                      |
| 1973-1974  | Bruins de Boston        | LNH        | 49                         | 10                         | 11                         | 21                         | 25                         | -                          | -                          | -                          | -                          | -                          |                      |                      |
| 1973-1974  | Canucks de Vancouver    | LNH        | 21                         | 3                          | 5                          | 8                          | 19                         |                            |                            |                            |                            |                            |                      |                      |
| 1974-1975  | Canucks de Vancouver    | LNH        | 60                         | 16                         | 35                         | 51                         | 54                         | 5                          | 0                          | 3                          | 3                          | 2                          |                      |                      |
| 1975-1976  | Canucks de Vancouver    | LNH        | 80                         | 16                         | 46                         | 62                         | 88                         | 2                          | 1                          | 2                          | 3                          | 0                          |                      |                      |
| 1976-1977  | Canucks de Vancouver    | LNH        | 80                         | 14                         | 26                         | 40                         | 81                         | -                          | -                          | -                          | -                          | -                          |                      |                      |
| 1977-1978  | Canucks de Vancouver    | LNH        | 78                         | 17                         | 22                         | 39                         | 64                         | -                          | -                          | -                          | -                          | -                          |                      |                      |
| 1978-1979  | Canucks de Vancouver    | LNH        | 67                         | 11                         | 26                         | 37                         | 51                         | 3                          | 0                          | 1                          | 1                          | 2                          |                      |                      |
| 1979-1980  | Canucks de Vancouver    | LNH        | 75                         | 8                          | 20                         | 28                         | 76                         | 4                          | 0                          | 0                          | 0                          | 4                          |                      |                      |
| 1980-1981  | Canucks de Vancouver    | LNH        | 8                          | 0                          | 0                          | 0                          | 6                          | -                          | -                          | -                          | -                          | -                          |                      |                      |
| 1980-1981  | Black Hawks de Dallas   | LCH        | 46                         | 12                         | 36                         | 48                         | 30                         | 5                          | 0                          | 3                          | 3                          | 0                          |                      |                      |
| 1981-1982  | SC Langenthal           | LNB        | Statistiques indisponibles | Statistiques indisponibles | Statistiques indisponibles | Statistiques indisponibles | Statistiques indisponibles | Statistiques indisponibles | Statistiques indisponibles | Statistiques indisponibles | Statistiques indisponibles | Statistiques indisponibles |                      |                      |
| 1982-1983  | SC Langenthal           | LNB        | Statistiques indisponibles | Statistiques indisponibles | Statistiques indisponibles | Statistiques indisponibles | Statistiques indisponibles | Statistiques indisponibles | Statistiques indisponibles | Statistiques indisponibles | Statistiques indisponibles | Statistiques indisponibles |                      |                      |
| Totaux LNH | Totaux LNH              | Totaux LNH | 524                        | 95                         | 191                        | 286                        | 464                        | 14                         | 1                          | 6                          | 7                          | 8                          |                      |                      |